# Präfektur Okayama
Okayama (jap. 岡山県 Okayama-ken; englisch Okayama Prefecture ‚Präfektur Okayama‘) ist eine der Präfekturen Japans. Sie liegt in der Region Chūgoku auf der Insel Honshū und über 80 weiteren Inseln. Sitz der Präfekturverwaltung ist die gleichnamige Stadt Okayama. Okayama wurde in den Provinzen Bitchū, Bizen und Mimasaka gebildet.

## Geographie

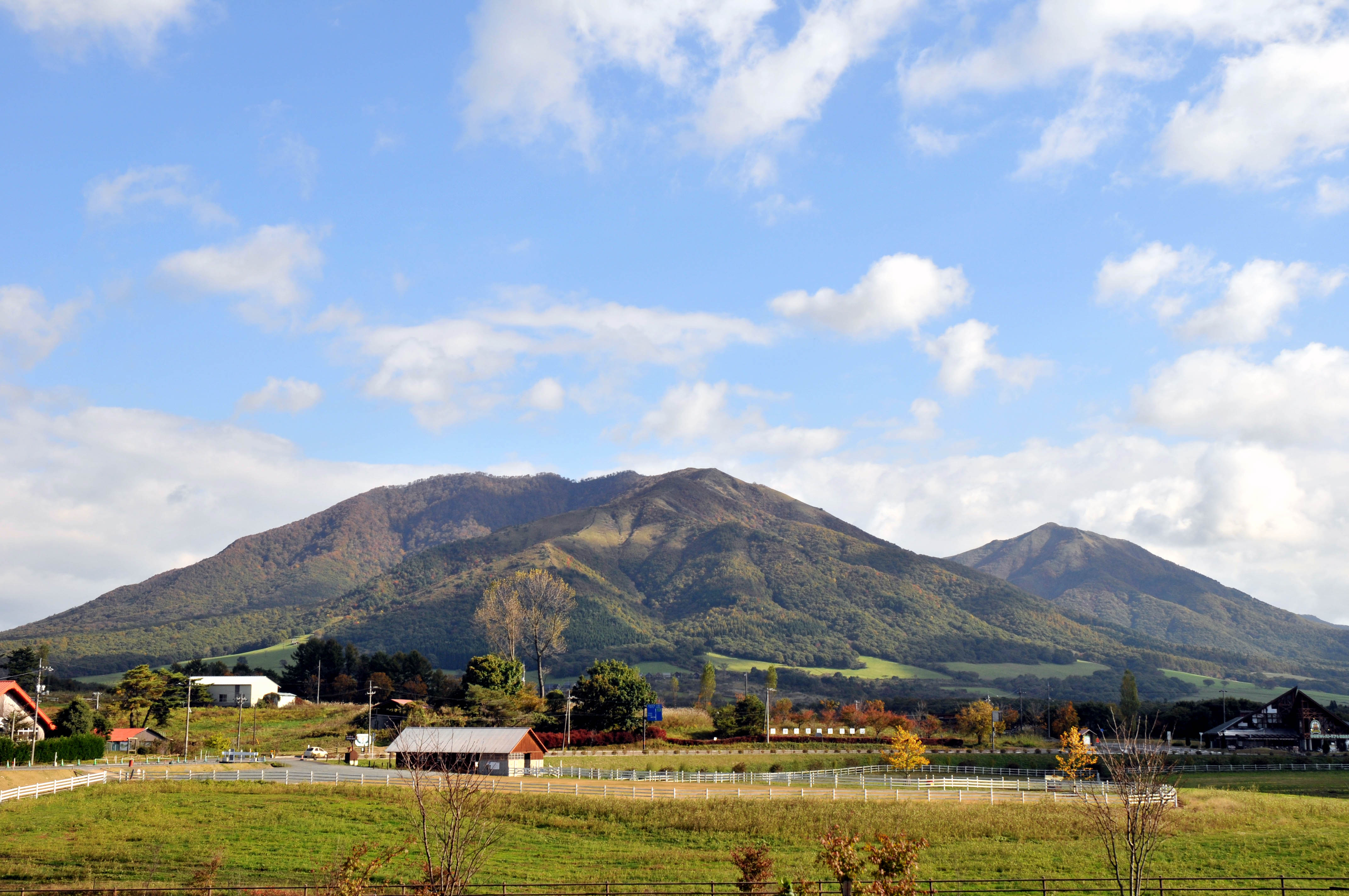
Der Hiruzen an der Grenze zu Tottori

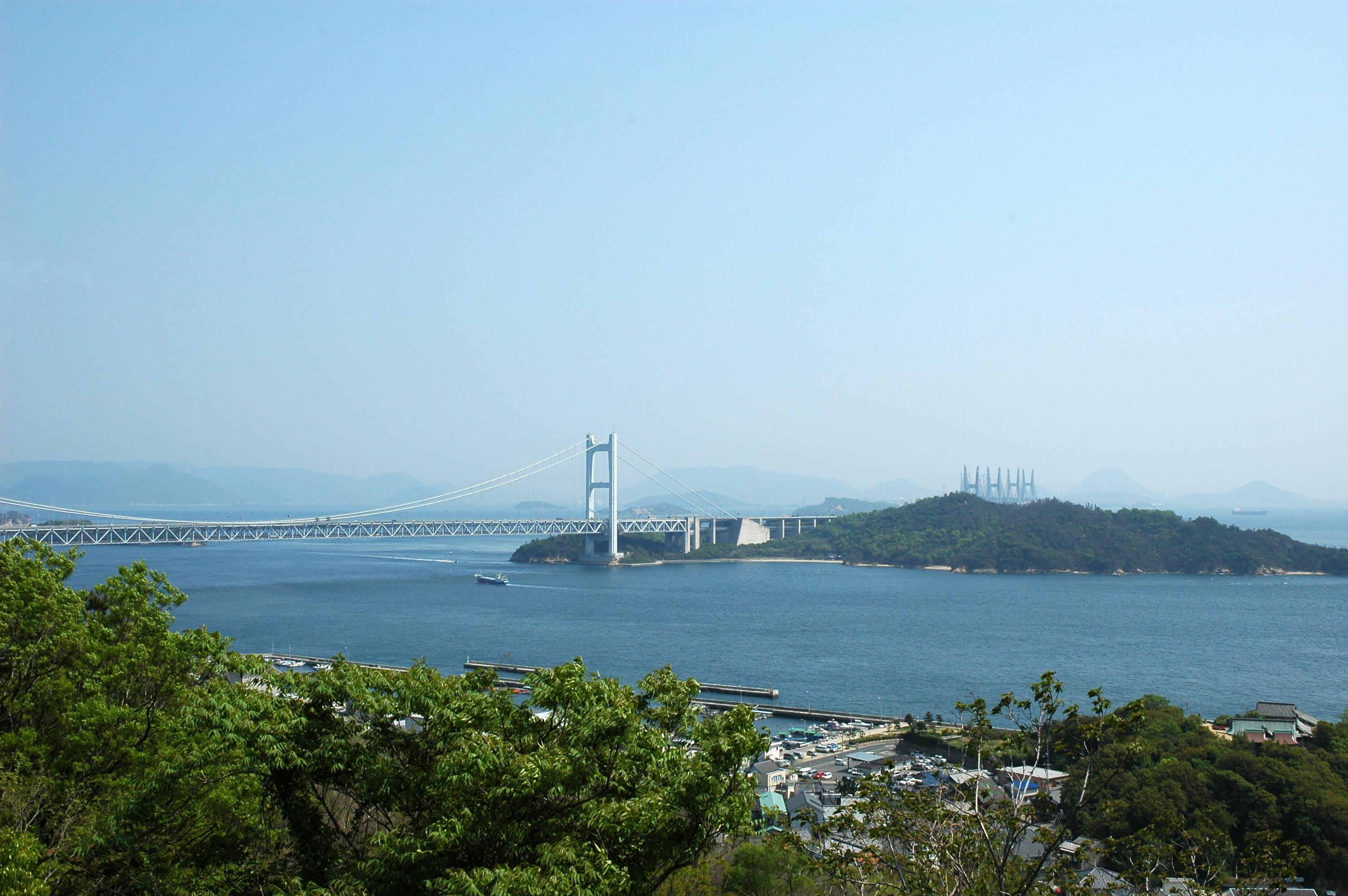
Blick von der Burgruine Shimotsui auf die Inlandsee und die Seto-Ōhashi, die Okayama mit Kagawa verbindet

Die Präfektur Okayama liegt im Südosten der westjapanischen Region Chūgoku an der Küste der Seto-Inlandsee (Setonaikai). Aus dem Chūgoku-Gebirge im Norden von Okayama kommen drei größere Flüsse: im Westen der Takahashigawa, an dem die gleichnamige Stadt und an der Mündung die Stadt Kurashiki liegen, im Zentrum der Asahigawa, an dessen Mündung die Stadt Okayama liegt, und östlich davon der Yoshiigawa. Große Teile von Okayama bestehen aus Bergland. Außerdem umfasst es über 80 Inseln in der Inlandssee, von denen zehn größer als 1 km² sind.
Mit dem Setonaikai-Nationalpark und dem Daisen-Oki-Nationalpark erstrecken sich zwei Nationalparks auf Teile von Okayama, im Nordosten gehört zur Präfektur auch ein Teil des Quasi-Nationalparks Hyōnosen-Ushiroyama-Nagisan. Außerdem gibt es sieben Präfekturnaturparks in Okayama.

## Geschichte
Eine erste Präfektur (-ken) Okayama ging 1871 aus dem gleichnamigen Fürstentum (-han) Okayama hervor, daneben entstanden auf dem Gebiet der heutigen Präfektur Okayama im Zuge der Abschaffung der Han 13 weitere Präfekturen – die zum Teil aus der Feudalordnung übernommenen, in der Präfekturgliederung bald abgeschafften Exklaven von anderen Präfekturen nicht eingerechnet. Das Gebiet wurde noch 1871 in drei Präfekturen konsolidiert: die Präfektur Oda (anfangs: Fukatsu) in Bitchū und einem Teil von Bingo mit Verwaltungssitz in Kasaoka im Kreis Oda, die Präfektur Hokujō in Mimasaka mit Verwaltungssitz in Tsuyama im Kreis Hokujō und die Präfektur Okayama in Bizen mit Verwaltungssitz in Okayama im Kreis Mino. 1875/76 wurde Oda zwischen Okayama und Hiroshima geteilt, 1876 Hokujō nach Okayama eingegliedert, wodurch die Präfektur abgesehen von kleineren Veränderungen durch präfekturübergreifende Gemeindefusionen ihre heutigen Grenzen erhielt, die wiederum im Wesentlichen den Grenzen der antiken Provinzen Bitchū, Bizen und Mimasaka entsprechen.

## Politik
- KPJ: 3
- Fraktionslos: 2
- Minshu・Kenmin Club (~„Demokraten, Präfekturbürgerklub“; mit KDP, DVP): 10
- Kōmeitō: 6
- LDP: 34

Ryūta Ibaragi, ehemaliger Präsident der in Okayama ansässigen Kaufhauskette Tenmaya, wurde bei der Gouverneurswahl im Oktober 2012 zum Nachfolger von Masahiro Ishii gewählt und zuletzt bei der Wahl 2024 gegen nur einen, kommunistischen Herausforderer mit rund 84 % der Stimmen für eine vierte Amtszeit bestätigt. Im Parlament verteidigte die Liberaldemokratische Partei bei den Wahlen im April 2023 mit 32 der 55 Sitze ihre absolute Mehrheit.
Im nationalen Parlament wird Okayama durch vier direkt gewählte Abgeordnete im Shūgiin und einen pro Wahl im Sangiin vertreten. Die seit der Wahl 2024 nur noch vier Shūgiin-Einmandatswahlkreise Okayamas gewannen 2024 drei Liberaldemokraten und ein Konstitutioneller Demokrat: Ichirō Aisawa, Takashi Yamashita und Katsunobu Katō auf der Regierungsseite und Mitsuyoshi Yunoki von der Opposition für den Wahlkreis 4, der vor allem Okayamas zweitgrößte Stadt Kurashiki umfasst. Im Sangiin vertreten Okayama nach den Wahlen 2019 und 2022 zwei Liberaldemokraten: Ex-Gouverneur Ishii bis 2025 und Kimi Onoda bis 2028.

## Verwaltungsgliederung

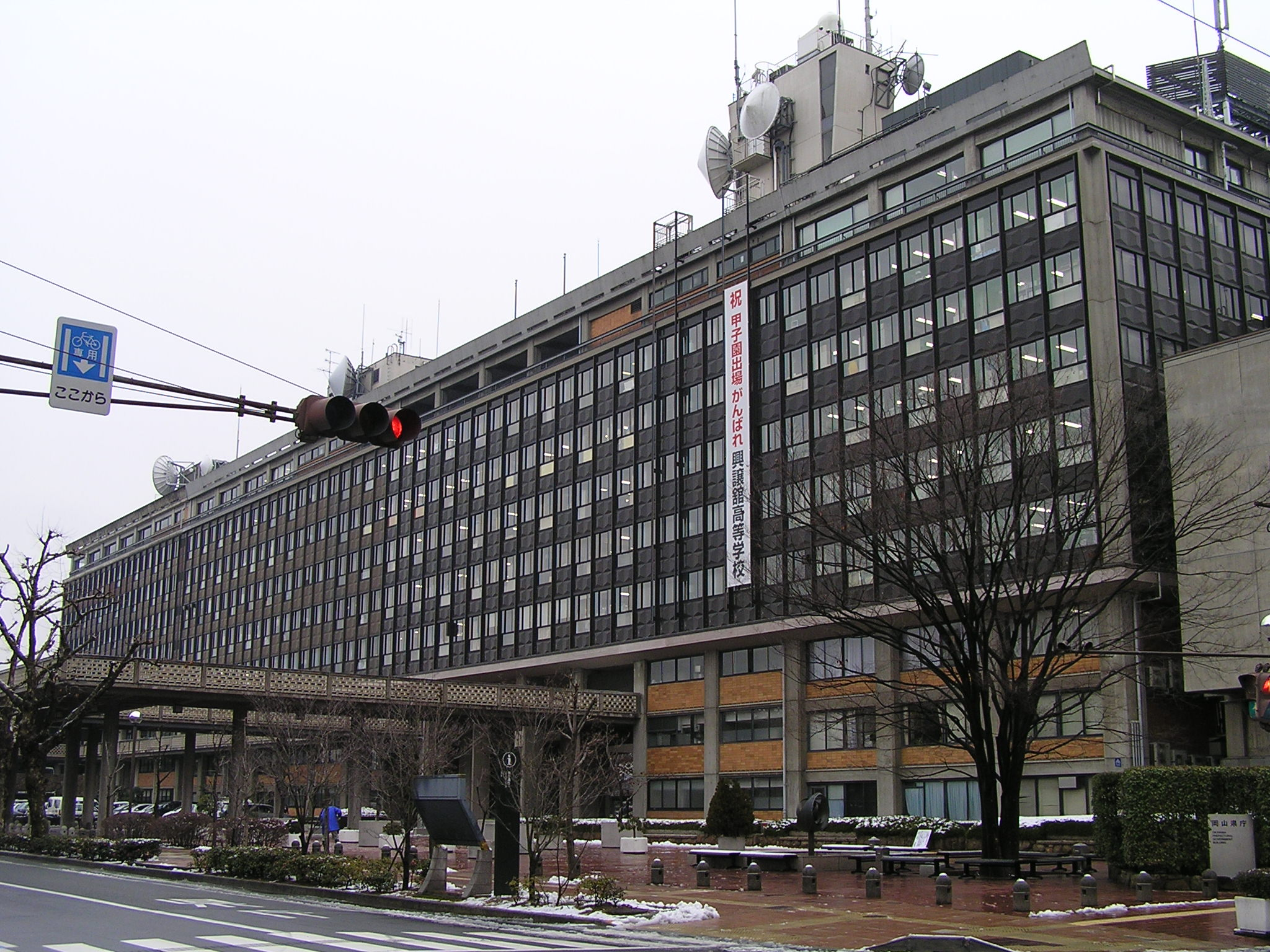
Im Hauptgebäude der Präfekturverwaltung im Bezirk Kita der Stadt Okayama liegt auch das Hauptquartier der Präfekturpolizei.

Mit Einteilung der Präfekturen (-fu/-ken) in die heute noch bestehenden Gemeindeformen 1889 bestand die Präfektur Okayama aus einer kreisfreien Stadt (-shi, 市) und 28 Landkreisen (-gun, 郡), die in 3 Kleinstädte (-chō, 町; Tsuyama-chō, Tsuyamahigashi-chō sowie Takahashi-chō) und 451 Dörfer (-son) gegliedert waren. Durch Eingliederungen und Fusionen sank die Zahl der Gemeinden von 402 (1920) über 119 (1955) auf 78 im Jahr 1975.
Seit 2007 gliedert sich die Präfektur in 15 kreisfreie Städte, 10 Kleinstädte und 2 Dörfer. Die 12 kreisangehörigen Gemeinden bilden die Reste von 9 Landkreisen, von denen 6 nur noch aus je einer Gemeinde bestehen.
Okayama als Sitz der Präfekturverwaltung ist seit 2009 eine „designierte Großstadt“, die zweitgrößte Stadt der Präfektur (Kurashiki) ist seit 2002 eine „Kernstadt“ (chūkakushi).
In nachfolgender Tabelle sind die Landkreise kursiv dargestellt, darunter jeweils (eingerückt) die Kleinstädte sowie die Dörfer innerhalb selbiger. Die ersten beiden Stellen des Gebietskörperschaftscodes sind wie bei allen Gebietskörperschaften der Präfekturschlüssel von Okayama (=JP-33). Die Kreiszugehörigkeit von Gemeinden ist an der 3. und 4. Stelle des Codes ersichtlich: Da die Landkreise für statistische und geographische Zwecke nach wie vor verwendet werden, obwohl sie als Gebietskörperschaften seit den 1920er Jahren abgeschafft sind, wurden ihnen glatt durch zehn teilbare Gebietskörperschaftscodes zugeordnet; die Gemeinden im Kreis erhielten fortlaufend anschließende Nummern, wobei allerdings durch Fusionen Lücken entstehen können. Am Anfang der Tabelle stehen die 15 kreisfreien Städte.
| Code                                   | Name                                   | Name       | engl. Übersetzung   | Fläche (in km²) | Bevölkerung  | Bevölkerung     | Bevölkerungs- dichte (Ew./km²) |
| Code                                   | lateinisch (Hepburn-Romanisierung)     | japanisch  | engl. Übersetzung   | 1. Januar 2023  | 1. März 2021 | 1. Oktober 2015 | Bevölkerungs- dichte (Ew./km²) |
| -------------------------------------- | -------------------------------------- | ---------- | ------------------- | --------------- | ------------ | --------------- | ------------------------------ |
| 33100                                  | Okayama-shi                            | 岡山市     | Okayama City        | 789,95          | 720.043      | 719.474         | 910,78                         |
| 33202                                  | Kurashiki-shi                          | 倉敷市     | Kurashiki City      | 356,07          | 474.862      | 477.118         | 1341,61                        |
| 33203                                  | Tsuyama-shi                            | 津山市     | Tsuyama City        | 506,33          | 99.410       | 103.746         | 204,9                          |
| 33204                                  | Tamano-shi                             | 玉野市     | Tamano City         | 103,58          | 56.431       | 60.736          | 586,37                         |
| 33205                                  | Kasaoka-shi                            | 笠岡市     | Kasaoka City        | 136,24          | 46.080       | 50.568          | 371,17                         |
| 33207                                  | Ibara-shi                              | 井原市     | Ibara City          | 243,54          | 38.236       | 41.390          | 169,95                         |
| 33208                                  | Sōja-shi                               | 総社市     | Soja City           | 211,90          | 68.551       | 66.855          | 315,5                          |
| 33209                                  | Takahashi-shi                          | 高梁市     | Takahashi City      | 546,99          | 28.825       | 32.075          | 58,64                          |
| 33210                                  | Niimi-shi                              | 新見市     | Niimi City          | 793,29          | 27.526       | 30.658          | 38,65                          |
| 33211                                  | Bizen-shi                              | 備前市     | Bizen City          | 258,14          | 32.077       | 35.179          | 136,28                         |
| 33212                                  | Setouchi-shi                           | 瀬戸内市   | Setouchi City       | 125,46          | 35.624       | 36.975          | 294,74                         |
| 33213                                  | Akaiwa-shi                             | 赤磐市     | Aikawa City         | 209,36          | 42.341       | 43.214          | 206,41                         |
| 33214                                  | Maniwa-shi                             | 真庭市     | Maniwa City         | 829             | 42.259       | 46.124          | 55,67                          |
| 33215                                  | Mimasaka-shi                           | 美作市     | Mimasaka City       | 429,29          | 25.497       | 27.977          | 65,17                          |
| 33216                                  | Asakuchi-shi                           | 浅口市     | Asakuchi City       | 66,46           | 32.669       | 34.235          | 515,12                         |
| 33340                                  | Wake-gun                               | 和気郡     | Wake District       | 144,21          |              | 14.412          | 99,94                          |
| 33346                                  | Wake-chō                               | 和気町     | Wake Town           | 144,21          | 13.373       | 14.412          | 99,94                          |
| 33420                                  | Tsukubo-gun                            | 都窪郡     | Tsukubo District    | 7,62            |              | 12.154          | 1595,01                        |
| 33423                                  | Hayashima-chō                          | 早島町     | Hayashima Town      | 7,62            | 12.584       | 12.154          | 1595,01                        |
| 33440                                  | Asakuchi-gun                           | 浅口郡     | Asakuchi District   | 12,23           |              | 10.929          | 893,62                         |
| 33445                                  | Satoshō-chō                            | 里庄町     | Satosho Town        | 12,23           | 10.969       | 10.929          | 893,62                         |
| 33460                                  | Oda-gun                                | 小田郡     | Oda District        | 90,62           |              | 14.201          | 156,71                         |
| 33461                                  | Yakage-chō                             | 矢掛町     | Yakage Town         | 90,62           | 13.218       | 14.201          | 156,71                         |
| 33580                                  | Maniwa-gun                             | 真庭郡     | Maniwa District     | 67,11           |              | 866             | 12,9                           |
| 33586                                  | Shinjō-son                             | 新庄村     | Shinjo Village      | 67,11           | 805          | 866             | 12,9                           |
| 33600                                  | Tomata-gun                             | 苫田郡     | Tomata District     | 419,68          |              | 12.847          | 30,61                          |
| 33606                                  | Kagamino-chō                           | 鏡野町     | Kagamino Town       | 419,68          | 11.882       | 12.847          | 30,61                          |
| 33620                                  | Katsuta-gun                            | 勝田郡     | Katsuta District    | 123,56          |              | 17.031          | 137,82                         |
| 33622                                  | Shōō-chō                               | 勝央町     | Shoo Town           | 54,05           | 10.933       | 11.125          | 205,83                         |
| 33623                                  | Nagi-chō                               | 奈義町     | Nagi Town           | 69,52           | 5507         | 5906            | 84,95                          |
| 33640                                  | Aida-gun                               | 英田郡     | Aida District       | 57,97           |              | 1472            | 25,39                          |
| 33643                                  | Nishi-Awakura-son                      | 西粟倉村   | NishiawakuraVillage | 57,97           | 1377         | 1472            | 25,39                          |
| 33660                                  | Kume-gun                               | 久米郡     | Kume District       | 310,81          |              | 19.339          | 62,22                          |
| 33663                                  | Kumenanchō                             | 久米南町   | Kumenan Town        | 78,65           | 4421         | 4.907           | 62,39                          |
| 33666                                  | Misaki-chō                             | 美咲町     | Misaki Town         | 232,17          | 12.889       | 14.432          | 62,16                          |
| 33680                                  | Kaga-gun                               | 加賀郡     | Kaga District       | 268,78          |              | 11.950          | 44,46                          |
| 33681                                  | Kibi-chūō-chō                          | 吉備中央町 | Kibichuo Town       | 268,78          | 10.495       | 11.950          | 44,46                          |
|                                        | Kojima-ko                              | 児島湖     | Lake Kojima         | 7,05            |              |                 |                                |
| Zwischensumme -shi (kreisfreie Städte) | Zwischensumme -shi (kreisfreie Städte) | 市部       | All cities          | 5.612,18        |              | 1.806.324       | 322,29                         |
| Zwischensumme -gun (Landkreise)        | Zwischensumme -gun (Landkreise)        | 郡部       | All districts       | 1.502,59        |              | 115.201         | 76,31                          |
| 33000                                  | Okayama-ken                            | 岡山県     | Okayama Prefecture  | 7.114,77        | 1.878.884    | 1.921.525       | 270,09                         |

Anmerkung: Es gibt Gebiete mit ungeklärter Gemeindezugehörigkeit, darunter der Kojima-See, der in der Zwischensumme der kreisfreien Städte und der Präfekturfläche von Okayama enthalten ist aber keiner Gemeinde zugerechnet wurde, und eines zwischen Gemeinden in Okayama und Kagawa.

## Größte Orte
| Census-Jahr | Einwohner | Einwohner | Einwohner | Einwohner |
| Census-Jahr | 2015      | 2010      | 2005      | 2000      |
| ----------- | --------- | --------- | --------- | --------- |
| Okayama     | 719.474   | 709.584   | 674.746   | 626.642   |
| Kurashiki   | 477.118   | 475.513   | 469.377   | 430.291   |
| Tsuyama     | 103.746   | 106.788   | 110.569   | 90.156    |
| Sōja        | 66.855    | 66.201    | 66.584    | 56.531    |
| Tamano      | 60.736    | 64.588    | 67.047    | 69.567    |
| Kasaoka     | 50.568    | 54.225    | 57.272    | 59.300    |
| Maniwa      | 46.124    | 48.964    | 51.782    | —         |
| Akaiwa      | 43.214    | 43.458    | 43.913    | —         |
| Ibara       | 41.390    | 43.927    | 45.104    | 34.817    |
| Setouchi    | 36.975    | 37.852    | 39.081    | —         |
| Bizen       | 35.179    | 37.839    | 40.241    | 28.683    |
| Asakuchi    | 34.235    | 36.114    | —         | —         |
| Takahashi   | 32.075    | 34.963    | 38.799    | 25.374    |
| Niimi       | 30.658    | 33.870    | 36.073    | 24.576    |
| Mimasaka    | 27.977    | 30.498    | 32.479    | —         |

1. November 2004 – 3 Gemeinden fusionieren zur kreisfreien Stadt Setouchi.

7. März 2005 – 4 Gemeinden fusionieren zur kreisfreien Stadt Akaiwa.

31. März 2005 – 9 Gemeinden fusionieren zur kreisfreien Stadt Maniwa.

31. März 2005 – Die Kleinstadt Mimasaka gliedert 5 Gemeinden ein und wird zur kreisfreien Stadt erhoben.

21. März 2006 – 3 Gemeinden fusionieren zur kreisfreien Stadt Asakuchi.

## Bevölkerungsentwicklung der Präfektur

Bevölkerungsentwicklung der Gemeinden in Okayama zwischen den Volkszählungen 2005 und 2010, Zunahme in grün, Abnahme in rot

Die meisten Gemeinden in Okayama verzeichnen im beginnenden landesweiten demographischen Wandel bereits abnehmende Einwohnerzahlen. Nur die zentralen Städte Okayama und Kurashiki und einige Vororte verzeichneten in den späten 2000er Jahren noch Bevölkerungswachstum. Die Präfekturbevölkerung insgesamt war im Fünfjahreszeitraum zwischen den Volkszählungen 2005 und 2010 erstmals rückläufig.
Die höchste Bevölkerungsdichte unter den Gemeinden in Okayama weist derzeit die Kleinstadt Hayashima auf, die zwischen den Großstädten Kurashiki und Okayama auch nach der letzten großen Welle von Gemeindefusionen in den 2000er Jahren eigenständig weiterbesteht.
| Census- Jahr | Gesamt- Bevölkerung | männliche Bevölkerung | weibliche Bevölkerung | Geschlechter- verhältnis Männer auf 1000 Frauen | Fläche in km2 | Bevölkerungs- dichte Einw. je km2 |
| ------------ | ------------------- | --------------------- | --------------------- | ----------------------------------------------- | ------------- | --------------------------------- |
| 1920         | 1.217.698           | 605.316               | 612.382               | 989                                             | 7018,77       | 173,5                             |
| 1925         | 1.238.447           | 613.619               | 624.828               | 982                                             | 7018,77       | 176,5                             |
| 1930         | 1.283.962           | 637.965               | 645.997               | 988                                             | 7046,48       | 182,2                             |
| 1935         | 1.332.647           | 658.773               | 673.874               | 978                                             | 7046,48       | 189,1                             |
| 1940         | 1.329.358           | 651.197               | 678.161               | 960                                             | 7046,48       | 188,7                             |
| 1945         | 1.564.626           | 728.314               | 836.312               | 871                                             | 7046,48       | 222,0                             |
| 1950         | 1.661.099           | 804.357               | 856.742               | 939                                             | 7059,00       | 235,3                             |
| 1955         | 1.689.800           | 815.837               | 873.963               | 934                                             | 7059,93       | 239,4                             |
| 1960         | 1.670.454           | 797.748               | 872.706               | 914                                             | 7059,93       | 236,6                             |
| 1965         | 1.645.135           | 781.418               | 863.717               | 905                                             | 7063,83       | 232,9                             |
| 1970         | 1.707.026           | 819.359               | 887.667               | 923                                             | 7077,91       | 241,2                             |
| 1975         | 1.814.305           | 878.132               | 936.173               | 938                                             | 7078,57       | 256,3                             |
| 1980         | 1.871.023           | 905.477               | 965.546               | 938                                             | 7086,70       | 264,0                             |
| 1985         | 1.916.906           | 926.238               | 990.668               | 935                                             | 7089,91       | 270,4                             |
| 1990         | 1.925.877           | 926.721               | 999.156               | 928                                             | 7111,05       | 270,8                             |
| 1995         | 1.950.750           | 938.439               | 1.012.311             | 927                                             | 7111,05       | 274,3                             |
| 2000         | 1.950.828           | 936.044               | 1.014.784             | 922                                             | 7112,13       | 274,3                             |
| 2005         | 1.957.264           | 938.600               | 1.018.664             | 921                                             | 7112,73       | 275,2                             |
| 2010         | 1.945.276           | 933.168               | 1.012.108             | 922                                             | 7113,21       | 273,5                             |
| 2015         | 1.921.525           | 922.226               | 999.299               | 923                                             | 7114,50       | 270,1                             |

## Wirtschaft
Die Präfektur Okayama rühmt sich des Mizushima-Industriebezirks in der Stadt Kurashiki, wo viele Großunternehmen der Erdöl-, Chemie-, Stahl- und Automobilindustrie ihre Produktionsstätten haben. Außerdem haben sich hier lokale Industrien mit fortschrittlichen Technologien entwickelt, wie z. B. die Textil-, Feuerfest- und Maschinen-/Metallindustrie.

## Polizei
Die Polizei von Okayama gehört mit rund 3500 Polizisten (Planstellen 2018) zu den kleineren im Land, ist aber die zweitgrößte Präfekturpolizei in der Region Chūgoku nach der von Hiroshima. Sie verfügt über 22 Polizeireviere: vier in Mimasaka, neun in Bitchū und neun in Bizen. Wie in allen Präfekturen steht die Polizei unter Aufsicht der Kommission für öffentliche Sicherheit, die in Okayama fünf Mitglieder hat. Drei werden vom Gouverneur mit Zustimmung des Parlaments ernannt, zwei werden von Bürgermeister und Parlament der Stadt Okayama nominiert, die als designierte Großstadt zusätzliche Mitspracherechte hat.

## Kfz-Kennzeichen

Karte der Kfz-Kennzeichen in Okayama

In Okayama gibt es zwei Kfz-Kennzeichen: Der Großteil der Präfektur einschließlich der Stadt Okayama verwendet das Kennzeichen Okayama. In sechs Gemeinden im Südwesten wird seit den 2000er Jahren das Kennzeichen Kurashiki verwendet, auch wenn das zuständige Verkehrsamt des MLIT weiterhin ebenfalls in der Stadt Okayama liegt und keine eigene Außenstelle in Kurashiki hat.

## Sehenswürdigkeiten und Landmarken (Auswahl)

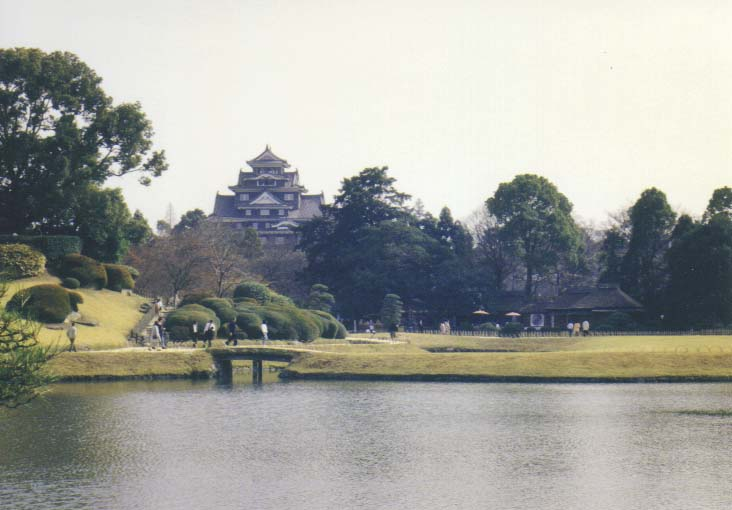
Korakuen
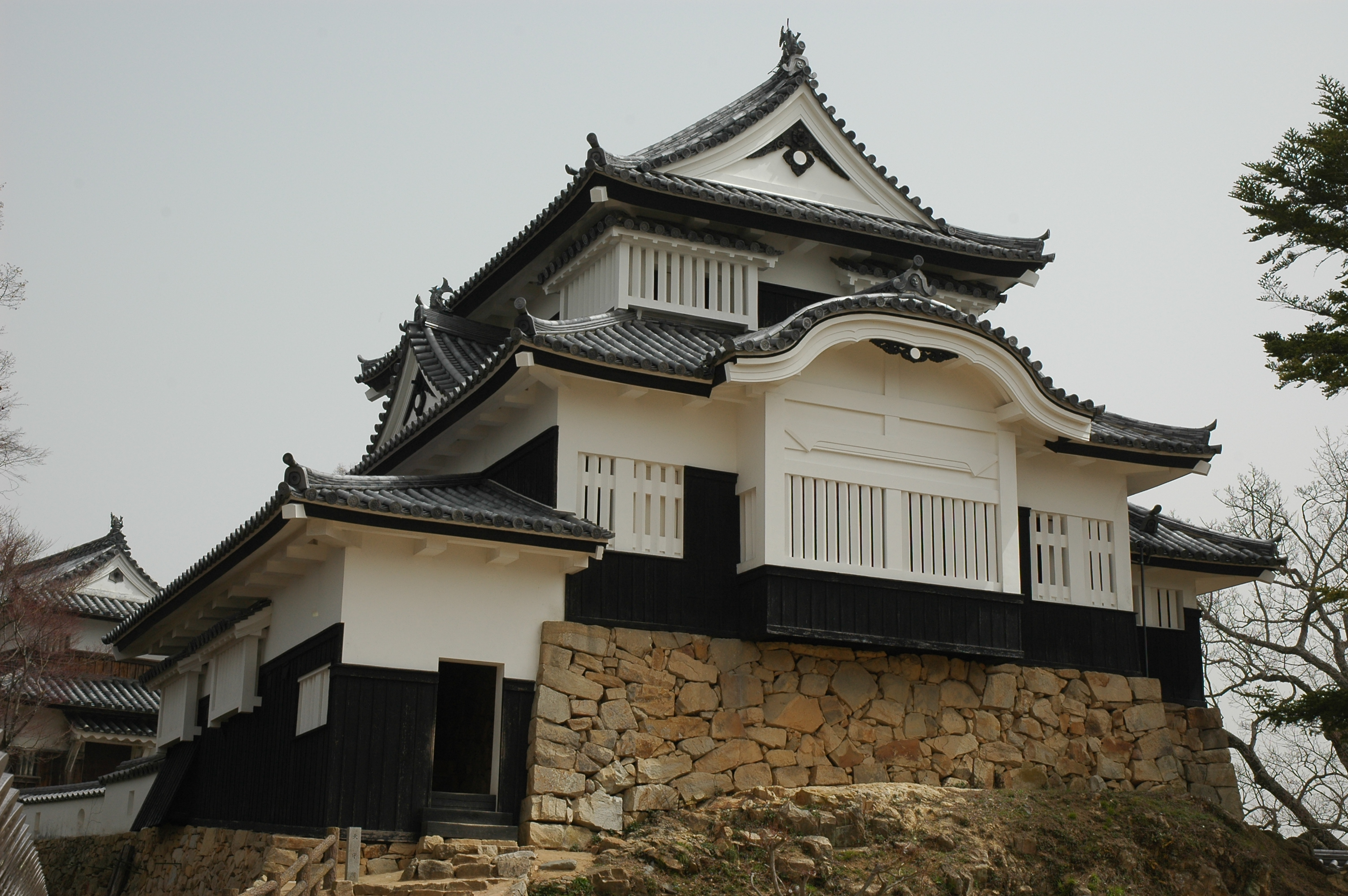
Burg Matsuyama
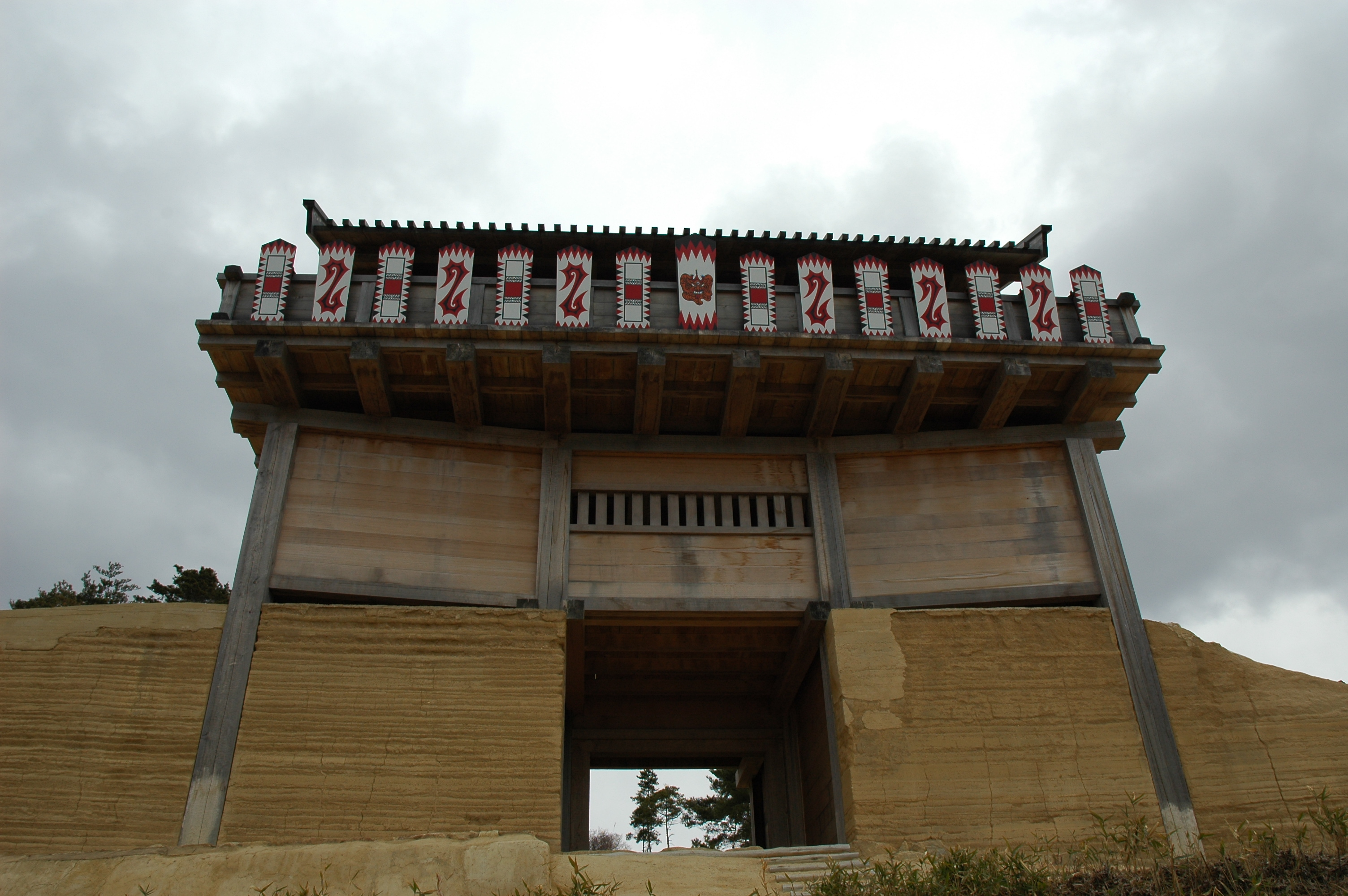
Burg Kinojō
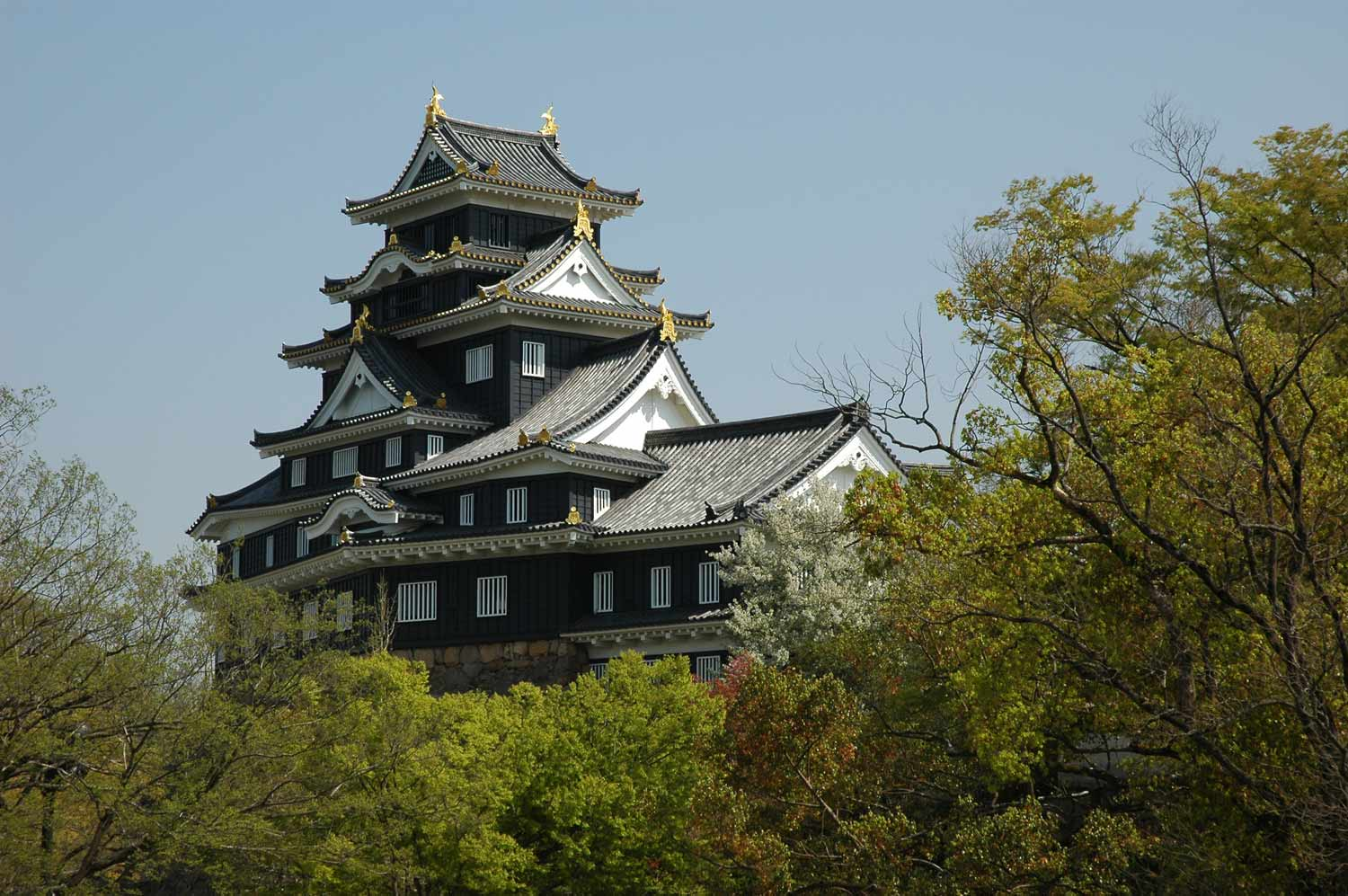
Burg Okayama